# August Johann Georg Karl Batsch
Pour les articles homonymes, voir Batsch.
August Johann Georg Karl Batsch est un naturaliste allemand, né le 28 octobre 1761 à Iéna et mort le 29 septembre 1802 dans cette même ville.

## Biographie
Il se passionne dès son jeune âge pour l’histoire naturelle et plus particulièrement pour la botanique.
Il fait des études à l’université d'Iéna et obtient son doctorat en 1781. En 1786, il obtient un doctorat en médecine et commence la même année à enseigner l’histoire naturelle. L’année suivante, il enseigne la médecine puis, en 1792, la philosophie.
En 1790, il devient directeur du jardin botanique d'Iéna et fonde la Naturforschende Gesellschaft. Il conseille également Goethe (1749-1832) dans ses recherches en botanique.
Il est membre des Illuminés de Bavière sous le nom de Florian.

## Œuvres

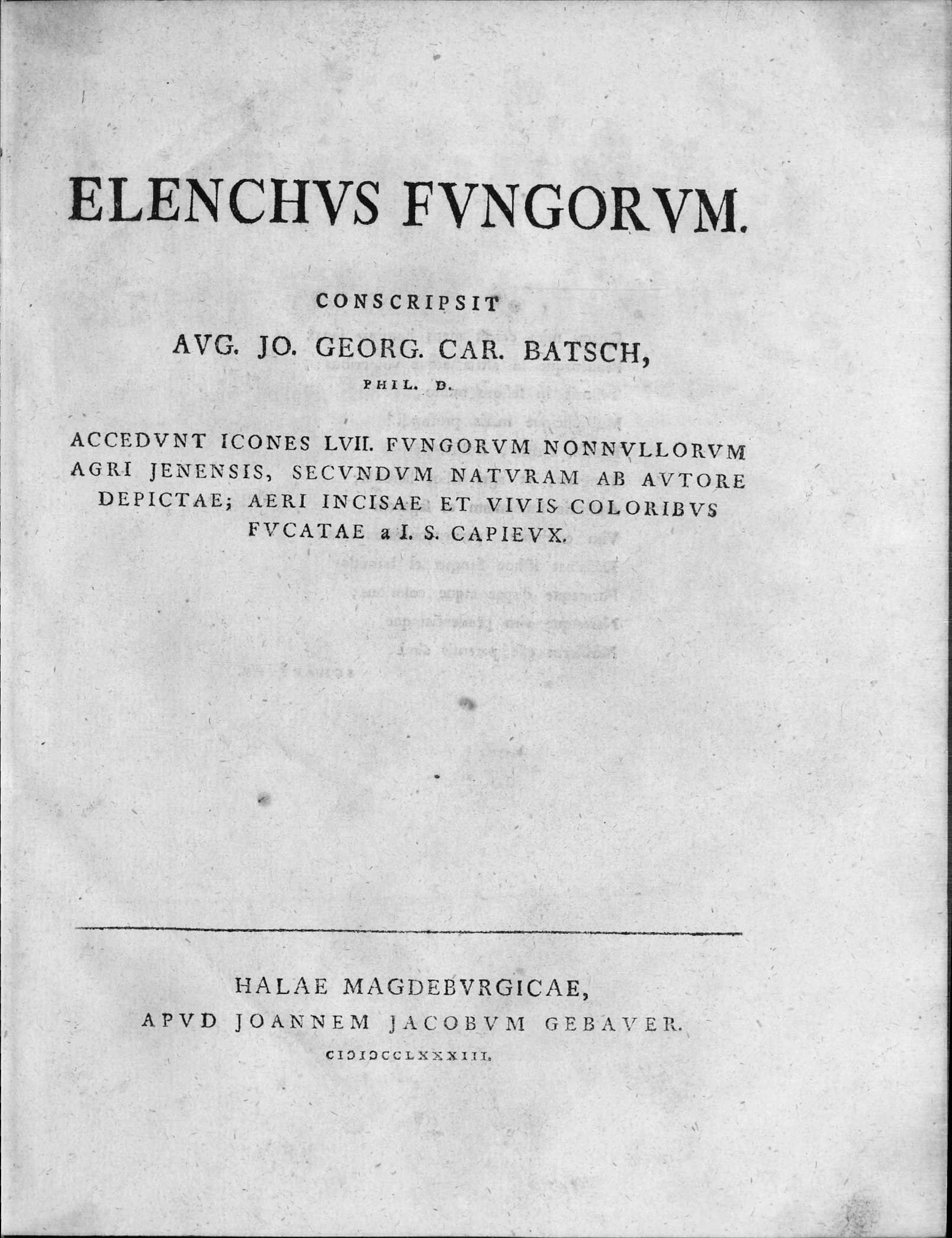
Elenchus fungorum, 1783

- (la) Elenchus Fungorum. Accedunt icones lvii fungorum nonnullorum agri Jenensis, secundum naturam ab autore depictae; aeri incisae et vivis coloribus fucatae a J. S. Capieux, Halle-sur-Saale, Johann Jakob Gebauer, 1783 (lire en ligne) 2 vol. 1783 183 p. 12 pl. ; (1786-1789) 482 p. 29 pl. Champignons des environs d'Iéna, écrit en latin et en allemand, ne s'occupe, comme l'ouvrage de Battarra, que de science pure (rien sur la comestibilité)[1].
- (la) Elenchi fungorum continuatio prima, Halle-sur-Saale, Johann Jakob Gebauer, 1786 (lire en ligne)
- (la) Elenchi fungorum continuatio secunda, Halle-sur-Saale, Johann Jakob Gebauer, 1789 (lire en ligne)
- Versuch einer Anleitung zur Kenntniss und Geschichte der Pflanzen (1787-1788)
- Synopsis universalis analytica generum plantarum (1793-1794)
- Botanique pour les femmes et les amateurs de plantes (Ouvrage allemand, traduit en français et augmenté de notes et d'autres additions par Jean-François Bourgoing) (1798-1799)
- (la) August Johann Georg Karl Batsch, Tabula affinitatum regni vegetabilis, quam delineavit, et nunc ulterius adumbratam, Weimar, Landes-Industrie-Comptoir, 1802 (lire en ligne)